# I. Agila nyugati gót király
I. Agila, más írásmóddal Agil (? – 554 márciusa) nyugati gót király 549-től haláláig.

## Élete
A vizigót politikában a végleges fordulat uralkodása alatt történt meg, amikor a galliai uralom megtartása helyett a hangsúly Hispániára helyeződött.
550-ben megtámadta Cordubát, ahol Agila ellen a nép nagyjai Athanagild vezetése alatt lázadásban törtek ki. Agila a bizánci császártól kért segítséget, mellyel a lázadást elfojtotta. Egy szégyenteljes szerződésben beleegyezését adta, hogy a görög katonaság úgy az óceán, mint a Földközi-tenger partjain egyes városokat megszállhasson, melyeket azután hetven évig – minthogy Afrikából mindig új meg új erővel frissítette fel magát – nem tudtak tőle visszavenni. Mint elődei, Agila is erőszakos halállal végezte be pályáját: 555-ben Emeritában ölték meg.